# Nyabihongo
Nyabihongo är ett vattendrag i Burundi.   Det ligger i provinsen Muyinga, i den nordöstra delen av landet, 120 km öster om huvudstaden Bujumbura.
Omgivningarna runt Nyabihongo är en mosaik av jordbruksmark och naturlig växtlighet. Runt Nyabihongo är det ganska tätbefolkat, med 222 invånare per kvadratkilometer.